# 香港出生登記證明書
香港出生登記證明書，俗稱出世紙，是香港的出生證明書，由香港入境事務處發給在香港出生的嬰兒。
根據香港法例第174章《生死登記條例》，嬰兒出生後42天內，其出生登記手續可在出生區域內的出生登記處免費辦理（惟取得出生登記證明書需要收費），否則超過42天才辦理登記須付法定費用（如在嬰兒出生42天後但不超過1年內辦理出生登記手續，則須繳付登記費用港幣140元。如超過1年始行辦理，登記費用為港幣680元）。如果嬰兒在抵達醫院或診療所前出生，或須補辦出生登記申請 ，則應前往生死登記總處辦理登記 。
出生登記證明書代表一個人的歷史記載（證明書上的內容不得更改），標明他初來世界時的身份。任何人取得之出生證明書乃香港政府出生登記紀錄冊有關該嬰兒出生紀錄的核證複本。
現時香港出生登記證明書的標準規格首次使用於1995年後期出生的嬰兒，與之前的版本分別是相對是較為長型，而且採用手寫記錄（除了嬰兒和其家長的名字會有中文標示外，其他欄目都是英文標示）和會在頁的頂部注有殖民地時期的香港徽章。

## 外部連結
香港入境事務處關於出生登記的說明 （页面存档备份，存于）